# 里咲りさ
里咲 りさ（さとさき りさ、1992年9月25日 - ）は、日本のアイドル、シンガーソングライター、起業家。群馬県出身。株式会社フローエンタテイメント代表取締役。

## 来歴
幼少期より作詞をはじめ、小学6年生の時に初めて作詞作曲をする。中学2年でギターをはじめ、ほぼ独学でマスターした。18歳でシンガーソングライターとして初ステージに立つが、まもなく「お金が入ってくる道がまったく見えない」 と感じて早々にドロップアウト。
藤岡市立北中学校、群馬県立高崎女子高等学校を経て、早稲田大学文化構想学部に入学するも「このまままだと自分が死ぬと思って」 とのことから1年足らずで大学を中退し、読者モデル・テレビ局の裏方のアルバイトを経て舞台・女優活動を開始。当時の名称は「リサ」。
その後、当時所属していた事務所から派遣される形で家電量販店の店員となり、2012年11月に家電量販店に勤務する女性で結成したアイドルユニット「店ガール9:50」（てんガールくじごじゅっぷん。江頭2:50命名）に加入。TSUTAYAデイリー総合ランキング1位、デイリースポーツに掲載等、主要メンバーとして活躍する。

### 2014年
- 1月、店ガール9:50を卒業。大学を再度受験し、慶應義塾大学に合格するも、「入学金の金額を見たら、このお金があれば事業始められると思った」との理由で入学辞退[4]。個人事業主としてレーベル・フローエンタテイメントを立ち上げ、ソロ活動をスタートさせる。
- 3月8日、初のシングル「GAME×3恋のテレポート」をCD-Rでリリース。
- 7月30日、「ソロだと楽屋が寂しい」との理由で、アイドルグループ「少女閣下のインターナショナル」（少ナショ）の旗揚げを宣言。「リサ」を活動名にするタレントが多いとの理由で、立ち上げに合わせて、名義を現在の「里咲りさ」に変更した。
- 11月6日、少ナショのPRのためにタワーレコード渋谷店で生配信していた「南波一海のアイドル三十六房」に飛び入り出演[5]。この出演を機に少ナショの活動が活発となる。

### 2015年
- 5月、ソロでの収支がプラスとなったため、勤めていた会社（一般企業の営業職）を辞め、アイドル活動に一本化した[6]。
- 8月25日、初のアルバム『THE-R』をCD-Rでリリース。
- 10月21日、「1億人の大質問!?笑ってコラえて!」（日本テレビ）の「日本列島 待ち合わせの旅」にメンバーとともに少ナショのリーダー兼「社長」として出演[7]。
- 12月7日、「ビートたけしのTVタックル」（テレビ朝日）に「ぼったくりアイドル」として出演[8]。

### 2016年
- 1月、タワーレコード限定でCD-R『R-and U』をリリース[9]。2016年2月8日付のオリコン週間インディーズアルバムランキングで9位にランクインした[10]。
- 7月8日、少ナショ活動休止に伴い、ソロでの活動に専念。
- 9月7日、初のプレスCD・全国流通盤となるアルバム『売れるまで待てない』を発売[11]。
- 11月18日、自身のインターネット番組"里咲りさのリサチャン #1"にて2017年8月に3rdアルバムを発売すること、2017年9月22日に2017年全国ツアーファイナルとしてZepp DiverCity (TOKYO)でのワンマンライブを開催することを発表した。
- 12月6日、音楽ユニット「あ、ピンチ。」結成を発表[12]。メンバーは企画・プロデュース・歌唱担当：里咲、同じく企画・プロデュースとトラックメイカー：灘藍（里咲楽曲の編曲や少ナショ楽曲の作曲・編曲を担当）、フロントDJ：牛乳寒天なつみん（ミスiD2017特別賞）、現場マネージャー：ベズ柴崎（元あヴぁんだんど運営、ブスiDプロデューサー）の4名。1作目となる音源「かわいいものfeat. WM」をYouTubeにて公開した[13]。
- 12月16日、「里咲ピノ」への改名を発表するが即日撤回[14]。

### 2017年
- 4月5日、シングルとしては初のプレスCD・全国流通盤（通常盤のみ。初回限定盤はCD-R10枚組、タワーレコード限定）となる「S!NG/410/小年小女」リリース。
- 4月6日、初のレギュラーラジオ番組「ギュウゾウと里咲りさのアイドル☆パンチ!」（RADIO BERRY FM栃木）放送開始[15]。
- 4月9日（8日深夜）、初の準レギュラー地上波テレビ番組「深夜に発見!新shock感〜一度おためしください〜」（テレビ東京）開始[16]。
- 5月6日、武道館アイドル博2017（東京・日本武道館）に出演[17]。
- 8月20日に開催されたサーキットフェス「フェスボルタ 宮益坂上」のキーヴィジュアルとして、里咲が「ネオカイザー2000」（ドン・キホーテが販売する栄養ドリンク）を手にした姿が採用される[18]。
- 9月22日、Zepp DiverCity(TOKYO)で「里咲りさ 全国ツアー2017 TOUR FINAL supported by 3D LIVE Revolution」を開催。1F椅子席のみであったが、当日は立ち見が出るほどの入りであった。また、この場で「FA宣言」を行い、メジャーデビューに向けて事務所・レーベルとの交渉を開始することを発表[19][20]。
- 12月24日、未明放送の「新shock感」、および里咲の公式サイトで、事務所・レーベルとは所属契約しないことを発表[21]。
- 12月25日、「小学一年生」（小学館）専属モデルの佐々木瑠海とコラボ、「あいちゃんにはまけない」を"佐々木瑠海と里咲りさ"名義で配信リリース[22]。

### 2018年
- 4月16日、「里咲りさ」名義としての音楽活動を休止することを発表[23]。個人事業を法人化させた。
- 4月23日、音楽活動の名義をPinokkoに改めることを発表し「Trend」を発表。合わせて新レーベル「HAWHA MUSIC RECORDS」の立ち上げ発表も行った[24]。
- 5月3日、REDIO BERRY FM栃木のレギュラー番組の番組名を「ギュウゾウとPinokkoの雷ヘッドライナー」に変更。
- 8月10日、渋谷MilkywayでのPinokko/里咲バンドワンマンライブ「Back to the Milkyway」にて「里咲りさ」名義の活動を再開することを発表。
- 12月7日、Girls Live Project(GLP)の総合プロデューサーに就任することを発表[25]。

### 2019年
- 2月24日、プロデュースするGirls Live Projectの「オンユアマークス」公演が開始。書き下ろしの楽曲6曲で渋谷アイドル劇場と東京アイドル劇場にて、3月まで計5公演を行う。
- 3月26日、次世代のパーソナリティを発掘する文化放送のプロジェクト「QR→NEXT」のメインパーソナリティを4週に渡り務める[26]。 同ラジオ番組の構成から企画、出演まですべてを担当。
- 4月24日、3ヶ月連続でのシングル作品リリース企画を開始[27]。 4月から6月にかけて「深呼吸」「花火」「シンクロニシティ」の3作品をリリース。
- 5月29日、楽曲「シンクロニシティ」が森永乳業 pinoのタイアップソングになることが発表される[28]。
- 6月1日、元ゆるめるモ!メンバーで、ソロアイドルとして活動していたやまもとゆいが「ゆいざらす」としてHAWHA MUSIC RECORDSの所属アイドルになることを発表[29]。

### 2020年
- 1月29日、前作『サイン』以来、約2年ぶりとなる4作目のフルアルバム『スパーク』をリリース。収録曲の「シンクロニシティ」が、地元のラジオ局であるFM GUNMAのパワープレイ「G-Selection」（3月度）に選曲[30]。
- 2月22日、『有吉反省会』（日本テレビ）に、反省人としてゲスト出演を果たす[31]。
- 4月1日、配信限定シングル「Stay Home」リリース。新型コロナウイルスの影響から完全テレワークで制作され、事前の告知なくリリース当日に公式YouTubeチャンネルにて公開された[32]。
- 4月3日、少女閣下のインターナショナルの元メンバー「早坂七星」が、フローエンタテイメントに所属することを発表[33]。
- 6月8日、出口陽がフローエンタテイメントと業務提携することを発表。
- 10月23日、ミニアルバム『Love is over』を配信と通販サイトで限定リリース[34]。

### 2021年
- 2月19日、自身にとって2社目となる株式会社フローエンタテイメントを登記。
- 8月14日、長年のファンを公言している手塚プロダクションとのコラボで、つのがいがイラストを担当したブラック・ジャック ピノコと里咲りさグッズを販売[35]。
- 8月14日、自身が制作を担当する形で吉田豪とのラジオ番組「吉田豪と里咲社長」の放送をstand.fmでスタート（初回ゲストは手塚るみ子）[36]。

### 2022年
- 3月5日、自身が制作を担当する形で声優の宍戸留美とのラジオ番組「せーゆーラジオ」の放送をstand.fmでスタート（初回ゲストは山口勝平）[37]。
- 6月6日、骨髄バンクユースアンバサダー（骨髄バンクYA）に就任[38]。骨髄バンクのPRソングを制作。

### 2023年
- 3月30日、シングル「シティガール」を配信リリース[39]。
- 4月15日、サンゴライトバスソルト WEB CMの制作と出演を担当したことを発表。
- 4月18日、南海放送「杉作J太郎のファニーナイト」内にて毎月第3火曜日20時台の番組内番組を担当開始。
- 4月30日、群馬県のマスコットキャラクター ぐんまちゃんのYouTubeチャンネルの制作一式を担当することを発表。
- 5月8日、吉高由里子が出演する三井住友銀行カードローンCMで歌唱を担当。※全国で放映中。
- 6月25日、群馬県庁の活用について議論する「県庁リボーン会議」委員に委嘱されたことを発表し、群馬県知事の山本一太らと共に公開の形で意見交換を行なった。
- 6月19日、経済ニュースサイト「NewsPicks」の番組「HORIE ONE」にて幼少期に影響を受けたと公言していた堀江貴文と共演した。
- 7月30日、活動9周年を記念して浅草の木馬亭を借り切ってワンマン公演をPAや受付、物販等含めスタッフを一切入れずにワンオペで行なった。
- 9月5日、群馬県職員による政策プレゼンに外部有識者として参加した。
- 9月10日、里咲空き地で土管リサイタル 公演を土管の上で開催。

## エピソード・評価
法人化以前の個人事業主時代より、アイドルグループ運営の代表を務め、メンバーやスタッフを雇用していたことから、「社長」（里咲自身は「しゃちょー」と表記）の愛称で呼ばれる。
店ガール9:50を卒業して事務所を辞めた後もしばらく家電量販店に勤めていたが、家電量販店から直に給料をもらうようになって手取りが月に6万円増えた。つまり、芸能活動での収入どころか、家電量販店で働いた給料までも事務所に搾取されていたことになる。この経験から、再びアイドル活動を始める際に、事務所に入らず自らレーベルを立ち上げることにした。また、少ナショについても、メンバーには給料や交通費・食費等をきちんと払う「ホワイト企業」を標榜していた。
「TVタックル」では、「ぼったくり物販」と称してライブ中に物販を始めるといった商魂たくましい面が紹介されていたが、実際には少ナショで生じた赤字をソロで補填していた（ので手元に残る金は多くない）と吉田豪やロマン優光は指摘していた。
ソロでの作品は大半がCD-Rでリリースされており、里咲自身が作詞・作曲のみならず、CD-R作成や通信販売、さらに流通を担当するタワーレコードへの発送まで自ら行う。
2015年にリリースされた『THE-R』については、南波一海は「南波一海のアイドル三十六房」内で2015年にリリースされた最も素晴らしいCD-R作品に贈る「R-グランプリ」に選んでいる。吉田豪も「CROSSBEAT YEAR BOOK 2015」の「WRITER'S BEST LIST」アルバム部門10作品中4位に選出。また、シングル「カタルカストロ」はロマン優光が2015年のベストシングル、宗像明将が2位、岡島紳士がインディーズ・地方部門1位 に選んでいる。
一方、少ナショでは演出の長田左右吉に任せて、作詞・作曲は行わず、音楽性がソロとは全く異なっていた。小出祐介（Base Ball Bear）は、2015年8月24日放送「真夜中のニャーゴ」（ホウドウキョク24） で、大阪であった少ナショのライブ を見て、「想像以上の破滅っぷり（中略）…だけど、嫌じゃない破滅」、「『破滅』というパッケージにちゃんとなってる」と評価。2016年1月11日放送の同番組 では、「少女閣下のPKウルトラ計画」のPVについて、「普通にアートだと思ったし、ああいうのをきっちり出せる里咲さんはアーティストだと思った」と語っている。
2017年4月にリリースされた「S!NG」のイントロ冒頭がでんぱ組.inc「でんでんぱっしょん」に酷似しているが、元少ナショメンバーでMVにも出演している白川花凛曰く、里咲から「公式にパクっていいか確認した。」と聞かされたことを明かしている。MVは「サクラあっぱれーしょん」と同じスタジオで撮影されているが、これは偶然とのこと。
リリース直前の3月20日にはディアステージ主催ライブ「DEARSTAGE WEEK ディアステージ・オールスターズDAY1」（品川プリンスホテルクラブeX）にゲスト出演しており、以後、「東京アイドル大運動会2017 〜ただの運動会じゃないもん!〜」（2017年10月9日、幕張メッセ）、「DS Unplugged 01」（2018年1月28日、六本木VARIT）などのディアステージ関連イベントに出演している。

### 南波一海のアイドル三十六房
里咲は、2014年11月の三十六房への出演が世に知られるきっかけになったと公言。タワーレコード社長・嶺脇育夫との対談 でも語っている。嶺脇は里咲が初出演したときのことは記憶に残ってなかったが、少ナショがカヴァーしたニルヴァーナ「スメルズ・ライク・ティーン・スピリット」のあまりの酷さに（いい意味で）衝撃を受けたという。ソロについては南波や吉田、ロマンの影響で聴くようになり、『THE-R』は自ら通販で購入したとのこと。
2015年10月に出演した際には「里咲のCD-Rもタワレコに置いてほしい」と嶺脇に直談判。そこからディストリビューション担当者との契約作業が始まり、2016年1月に契約がまとまった。この間、「シャイガール戦争」のMV の撮影を渋谷店で行っている。
2016年6月には、南波の初の著書『ヒロインたちのうた』（音楽出版社）発売記念のチェキ会を番組内で行ったが、チェキ撮影係として出演。9月8日に里咲が渋谷店で『売れるまで待てない』リリースイベントを行った際には、三十六房（特別編〜Juice=Juice 実は初登場スペシャル!〜）出演前の南波・嶺脇も顔を出し、嶺脇が即席でPA役を務めた。また、12月1日には、あ、ピンチ。結成発表に先立ち、「かわいいものfeat.WM」の音源をユニット名や曲名など一切明かさない状態で初披露した。2016年のR-グランプリでは、嶺脇が番組への貢献度を元に選ぶベスト・パフォーマンス部門のグランプリを受賞した。
2018年2月1日は嶺脇不在のため、南波ともにMCを務めた。

### 楽器
2015年9月頃よりファンから貰ったミニギターで録音やアコースティックライブを行っていたが、2016年2月20日に行われたアコースティックライブでミニギターの限界を悟り、新しいギターを購入すると宣言。この情報を入手した大森靖子と二宮ユーキ（里咲や少ナショの撮影・編集も担当）が購入に同行し、Gibson DOVEを購入。なお、大森とはこのときが初対面であった。3月5日、下北沢lagunaでのライブで初披露、以降ライブで使用している。
なお、このギターは2019年5月18日の渋谷Loft HEAVENでのライブで割れた。
2016年11月にはフェンダー・ジャズマスターを購入し、同年11月29日、渋谷WWWでのライブで初披露した。
2019年9月25日の渋谷WWW Xでのワンマンライブよりクラシックギターも披露。ミニアルバム"In the Rough"の制作にも使用される。

## 作品

### 映像作品
| 種別                   | 発売日                 | タイトル                                                                                       | 販売形態               | 備考 |
| フローエンタテイメント | フローエンタテイメント | フローエンタテイメント                                                                         | フローエンタテイメント | フローエンタテイメント |
| ---------------------- | ---------------------- | ---------------------------------------------------------------------------------------------- | ---------------------- | --- |
| ライブ映像             | 2016年5月15日          | 里咲りさ木馬亭ワンマンいいとこどりムービー ～DVD-R界隈を創設しようとした里咲の苦悩と拡大解釈～ | DVD-R                  | 2016年3月24日に行われた浅草木馬亭ワンマンの映像。 2016年5月15日よりライブ会場にて販売。 |
| ライブ映像             | 2017年3月3日           | 里咲りさ初バンドワンマンDVD Rじゃないよ！DVDだよ！                                             | DVD                    | 2016年9月25日に行われた渋谷Milkywayワンマンライブの映像。 2017年3月3日よりライブ会場にて販売。初回限定盤としてフォトブック付DVDも合わせて販売された。 |
| ライブ映像             | 2017年6月30日          | 里咲りさ新宿ロフトワンマン 2017.05.29 全国ツアー2017初日                                       | DVD                    | 2017年5月29日に行われた新宿LOFTワンマンライブの映像。 2017年6月30日より特設通販ページ、同年7月12日よりライブ会場でも販売が開始された。 初回限定盤としてフォトブック付DVDも発売、全200枚限定生産。                                                                         |
| ライブ映像             | 2018年1月19日          | RISA SATOSAKI TOUR FINAL ZEPP DIVERCITY TOKYO                                                  | DVD                    | 里咲りさ通販サイト、ライブ会場にて販売。 2017年9月22日にZepp DiverCity (TOKYO)で開催されたワンマンライブの映像全編と、ボーナスコンテンツとして「カタルカストロ」「S!NG」「サイン」のミュージックビデオが収録。 『RISA SATOSAKI HISTORY BEST 2014 - 2017』と同日リリース。 |

#### ネット配信番組
- 里咲りさのリサチャン #1（2016年11月18日）

YouTube Liveにて放送・配信。
楽曲制作などの模様を中心に、トーク・ドキュメンタリー・シングル曲"Write & Erase"公開・スタジオライブなどを放送。
この番組内にて2017年8月の3rdアルバム発売、2017年9月のZepp Diver Cityワンマンライブ決定を発表する。
番組の撮影・編集は二宮ユーキが行った。

### 楽曲提供
- デカルト的二元論「かわいた空気の夜に」（2015年12月20日）

二文字杏（当時少女閣下のインターナショナル）と小日向夏希（あヴぁんだんど）によるユニット"デカルト的二元論"に楽曲提供。
CDは2015年12月20日に渋谷LOOP annexで行われた"里咲りさ×デカルト的二元論ツーマン!"にて50枚限定販売。
自身もギター・ボーカルとして参加。
- ブスiD「ザ☆B's！～ラブ＆マネー～」（2016年11月4日）

作詞・作曲を担当。編曲：吉田仁郎。
ブスiDライブ会場、里咲りさライブ会場にてCD-Rを販売。
2016年12月7日にTRASH-UP!! RECORDSより発売されたコンピレーションアルバム、「遅れてゴメンネ！」にも収録される。
- 武井麻里子「Remove」（2017年12月6日）

作曲を担当。作詞：武井麻里子、編曲：灘藍。武井麻里子のシングル「五感☆採集 vol.5」に収録。
- SAKA-SAMA「さよなら、アイドル」「ね、そうでしょ！」（2018年8月22日）

作詞・作曲を担当。編曲担当の灘藍と共に楽曲プロデュース。
2018年8月22日にCDが発売、全国流通された。
- ヨネコ「auoo」（2018年12月21日）

作詞・作曲を担当。編曲：灘藍。ヨネコのライブ会場限定でCD-Rリリース後に配信リリース。
羊戸しなの（当時少女閣下のインターナショナル）が高校の友人であった ことから、BELLRING少女ハートに「甘楽」として加入する前から交流があった。
- るなっち☆ほし 「レイテンレード」（2019年4月25日）

作詞・作曲を担当。編曲：CHEEBOW。るなっち☆ほしのシングル「レイテンレードep」に収録。
- XOXO EXTREME「オレンジ」（2019年9月9日）

作詞・作曲を担当。編曲：コジマミノリ。XOXO EXTREMEのアルバム『The Both Sides Of The Bloom』に収録。
- Ruka Banana「天体地図」（2019年9月30日）

作詞・作曲を担当。編曲：CHEEBOW。台湾、台北市で発表。
- ゆいざらす「たかいたかい」（2020年2月25日）

作詞・作曲を担当。編曲：CHEEBOW。ライブ会場限定でCD-Rリリース後に配信リリース。

### 参加作品
- 瑳里×里咲りさ「すべては仄かに」（2016年1月17日）

瑳里（NECRONOMIDOLの元メンバー）とのコラボレーションCD-R。ギターとして参加。
2016年1月17日に新宿JAMで行われた瑳里生誕祭にて1日限定販売。
- サワソニ19 海の家 ACOUSTIC LIVE（2016年7月14日）

弾き語りでの「クライクライ」収録。
2016年7月9日に片瀬海岸で行われたSAWA主催、サワソニ19でのアコースティックライブ音源コンピレーションアルバム。
2016年7月14日より収録者の各ライブ会場にて販売。
- 佐々木瑠海と里咲りさ「あいちゃんにはまけない」（2018年1月12日）[22]

作詞・作曲・歌唱：里咲りさ、編曲：灘藍。
ジュニアモデルの佐々木瑠海とのコラボ。
2017年12月25日に4バージョン収録で先行配信。後にアイドル三十六房会場にてCD-R限定50枚で販売。
- 宍戸留美「全人類が愛しい夜 (feat.里咲りさ)」（2018年4月25日）

作詞：石嶋由美子、作曲：福田裕彦。
ボーカルとして参加。宍戸留美のアルバム『8=∞』に収録。
- カレーライスオールスターズ「カレーライスのうた」（2018年5月2日）

企画・アイディア：小山薫堂・松任谷正隆、作詞・作曲：山川恒一、編曲・プロデュース：小宮山雄飛。
BSフジ「小山薫堂 東京会議」の番組企画から生まれた楽曲。カレーライスオールスターズのメンバーとしてボーカルで参加。
- 栗原ゆう「チョコレート・キャバレー feat. 里咲りさ」（2019年2月27日）[68]

作詞作曲：栗原ゆう、編曲：ろせP。
ゲストボーカルとして参加。栗原ゆうのアルバム『ZOO』に収録。
- CHEEBOW「僕の進化論」（2019年7月31日）

作詞：まい、作曲・編曲：CHEEBOW。ボーカルとして参加。
2019年7月31日に新宿ネイキッドロフトで開催された「CHEEBOWフェス」にて発売。
- マロンティック「マロンティック」（2021年10月9日）

作詞作曲：里咲りさ、編曲：コジマミノリ
いが栗まろん（絵恋ちゃん）と、マロンちゃん（里咲りさ）の秋限定で結成した正統派アイドルユニット。
CD-Rには、絵恋ちゃんver.と里咲りさver.とカラオケが収録。

### Pinokko名義

#### シングル

##### 配信限定
- Resuscitation（2018年4月23日）

「Good Life / Beautiful」「Trend」の2曲を収録。OTOTOY限定配信。
- Good Life/Beautiful (a Cappella)（2018年4月30日）

HAWHA MUSIC RECORDSのnoteで配信。
- Trend (a Cappella)（2018年4月30日）

HAWHA MUSIC RECORDSのnoteで配信。

## ライブ

### ワンマンライブ
2015年
- 里咲りさ リサイタル（2015年6月13日、神楽坂TRASH-UP!!）
- 里咲りさ 大感謝祭〜アルバム半分売れました〜（2015年10月16日、神楽坂TRASH-UP!!）
- 里咲りさ リサイタル vol.3（2015年11月21日、神楽坂TRASH-UP!!）

2016年
- 里咲りさワンマン〜このまま世界まで行くよ、ワールドツアー初日〜（2016年1月19日、秋葉原モエファーレ）
- 里咲りさ「R-and U」発売記念～焼いて焼いて焼きまくり！CD-R制作実演会～（2016年2月13日、新宿LOFT bar）
- T-MUSIC RUSH 1部 里咲りさ 【A面とA面のあいだ発売記念弾き語りライブ】（2016年2月20日、池袋Hoteyes）
- 新シングル発売記念ワンマン「里咲りさお噺とお唄の会」（2016年3月24日、浅草木馬亭）
- 里咲りさアルバム発売記念ワンマン（2016年9月25日、渋谷Milkyway）
- 里咲りさ アルバム大ヒット記念大阪初ワンマン（2016年12月11日、大阪ロフトプラスワンウエスト）

2017年
- 里咲りさ ワンマンライブ in 新宿ロフト!!!（2017年5月29日、新宿LOFT）
- 里咲リサイタル2017～湯けむり銭湯編～（2017年5月21日、押上 大黒湯）
- 里咲りさ 全国ツアースピンオフ企画　アカペラ&弾き語りワンマン～ヘッドフォンから失礼します～（2017年7月22日、NOSE art garage）
- 里咲りさ 全国ツアー2017 TOUR FINAL（2017年9月22日、Zepp DiverCity (TOKYO)）

2018年
- 納めるよ！全員集合！～さよなら弊社の巻、そしてつづく...～（2018年3月20日、下北沢モナレコード）
- Back to the Milkyway（2018年8月10日、渋谷Milkyway）
- 里咲りさ 全国ツアー2018 それでもやっぱり、アコースティック編（2018年10月28日、横浜O-SITE）
- 里咲りさ 全国ツアー2018 それでもやっぱり、IDOL?編（2018年11月3日、dues新宿）
- 里咲りさ 全国ツアー2018 ツアーファイナル それでもやっぱり、里咲りさ（2018年12月29日、新宿MARZ）

2019年
- 里咲りさ アンプラグド・ライブ からのなかから（2019年2月2日、横浜O-SITE）
- 今日ぐらいは、ちょっとしずかに。～里咲りさ2015-2016年アルバム公演～（2019年2月23日、ロフトヘヴン）
- 平成最後のそれでもやっぱりIDOL?編（2019年4月14日、dues新宿）
- 深呼吸 リリース記念ワンマンライブ（2019年5月5日、浅草木馬亭）
- 里咲りさ 5周年記念フリーライブ（2019年7月21日、新宿マルイメン）
- 緊急開催！里咲りさ単独フリーライブ（2019年8月29日、横浜O-SITE）
- 里咲りさワンマン直前！手売りチケット販売会＋決起フリーライブ！（2019年9月22日、dues新宿）
- 里咲りさ BIRTHDAY LIVE 2019（2019年9月25日、渋谷WWW X）
- 里咲りさ弾き語りワンマンライブ～もくばてい篇～（2019年12月28日、浅草木馬亭）

2021年
- 里咲りさワンマン公演 深夜料金割増（2021年10月24日、ロフトヘヴン）

2022年
- 里咲りさのバレンタインライブ番組！ 里咲バレンタイン2022（2022年2月10日、ロフトヘヴンから無観客配信）

### 主催定期イベント
- 里咲りさ弾き語り定期(dues新宿にて開催)
  - 第1回：2017年11月30日
  - 第2回：2018年1月22日（開催予定だったが大雪警報発令のため中止）
  - 第3回：2018年12月9日
  - 第4回：2019年3月2日
  - 第5回：2019年8月18日
  - 第6回：2019年11月12日（ミニアルバムIn The Rough発売記念公演として開催）
- Pinokko House
  - 特別編（2018年6月16日、dues新宿）
  - 第1回ゲスト：宍戸留美（2018年7月2日、新宿Naked Loft）
- 今夜の相方、里咲りさ(新宿NAked Loftにて開催)
  - 第1回ゲスト：美月リカ（2018年9月17日）
  - 第2回ゲスト：るなっち☆ほし、小日向由衣（2018年10月31日）
  - 第3回ゲスト：星咲花那（2018年11月19日）
  - 第4回ゲスト：姫乃たま（2018年12月27日）
  - 第5回ゲスト：南波一海（2019年1月15日）
  - 第6回ゲスト：松永天馬（2019年2月25日）
  - 第7回ゲスト：吉田豪（2019年3月27日）
  - 第8回ゲスト：水野しず・吉田豪（2019年4月21日）
  - 第9回ゲスト：絵恋ちゃん（2019年5月27日）
  - 第10回ゲスト：水野しず（2019年6月11日）
- 里咲りさの着替えてみ！
  - 第1回（2019年6月11日、dues新宿）

## 出演

### テレビ番組
- 1億人の大質問!?笑ってコラえて!（2015年10月21日、日本テレビ）[7]
- ビートたけしのTVタックル（2015年12月7日、テレビ朝日）[8]
- チャンネル生回転TV Allザップ!（2016年1月28日、BSスカパー!）
- 有吉反省会（2016年1月30日、日本テレビ）
- 朝生ワイド す・またん!（2016年2月19日、読売テレビ）
- 吉田豪とハミダシ女（2016年5月17日、TOKYO MX）
- BOOKSTAND.TV（2016年5月27日、6月3日、BS12）
- 本能Z（2016年9月3日、CBC）
- ててて!TV（2016年9月7日、YBSテレビ）
- 喫茶カフェ（2016年10月13日、Music Japan TV）
- 深夜に発見!新shock感〜一度おためしください〜（2017年4月8日 - 2020年3月31日、テレビ東京） - 準レギュラー
- ランク王国（2017年5月27日、TBS）
- バラいろダンディ（2017年6月5日、TOKYO MX）
- 東京会議（2017年6月24日、BSフジ）
- ミツケテ.TV（2017年7月4日、TOKYO MX）
- 有吉反省会（2020年2月22日、日本テレビ） - ゲスト（反省人）出演[31]

### インターネット配信番組
- 南波一海のアイドル三十六房（2014年11月6日・2015年10月1日・11月4日・12月18日・2016年4月28日・9月1日・2017年2月2日、タワレボ）
- ぶるぺん（2015年4月27日、Gyao）
- 真夜中のニャーゴ（2015年5月4日・7月27日（電話出演）・9月14日（電話出演）・2016年5月23日（電話出演）・6月20日・9月12日・26日・2017年3月31日（電話出演）、ホウドウキョク24）
- 電撃オーディション ギュウゾウ&ダンナ小柳編（2015年7月14日、少女閣下のインターナショナルメンバーとして参加、ニコニコ生放送 ムーパルチャンネル）
- JGO 25（2015年10月29日、DOMMUNE）
- 里咲りさ緊急出演!10分特番（2015年12月10日、下北FM）
- PASTALK番外編 ～里咲りさサンとちょいトークの時間～（2016年1月13日、ニコニコ生放送 PASTIME TV）
- 里咲りさ緊急出演!20分特番（2016年1月28日、下北FM）
- 里咲りさ緊急出演!20分特番（2016年4月21日、下北FM）
- AbemaPrime（2016年6月13日・8月22日・2017年7月17日・2018年8月3日、AbemaTV）
- ぷ☆ろ☆ぽ♡の週番（2017年1月15日、ニコニコ生放送 PASTIME TV）
- 里咲りさ 空前絶後の未知体験 vol.1 ～エフェクターとの出会い～（2017年2月26日、WALLOP放送局）
- ライブアイドル名鑑（2017年5月13日、AbemaTV）
- 宍戸留美×津田大介 Oil in Life（2017年5月23日、ニコニコ生放送 / Ustream / YouTube / AbemaTV）
- IDOL AND READチャンネル（2019年1月24日、2月21日、3月20日、4月16日、ニコニコ生放送）
- 猫舌SHOWROOM「西咲ほしのおさむATM」（2019年2月7日、2月14日、2月28日、3月7日、SHOWROOM）
- 猫舌SHOWROOM「豪の部屋」（2019年5月21日、SHOWROOM））
- ライムスター宇多丸の水曜The NIGHT（2019年9月18日、11月27日、AbemaTV、レナのせんべろはしご酒"に出演）
- 矢口真里の火曜The NIGHT（2021年2月10日、8月4日、2022年10月19日[69]、ABEMA）
- NewsPicks 「HORIE ONE」（2023年6月19日、7月3日）

### CM
- 三井住友銀行カードローンCM（2023年） - 歌唱を担当

### ラジオ

#### レギュラー出演
- ギュウゾウと里咲りさのアイドル☆パンチ!（2017年4月6日 - 2018年4月26日、RADIO BERRY FM栃木）
  - ギュウゾウとPinokkoの雷ヘッドライナー（2017年5月3日 - 2023年6月25日、RADIO BERRY FM栃木）
- 痛快!杉作J太郎のどっきりナイト7「里咲りさのIn the Rough」（2019年10月14日 - 2021年3月12日、南海放送）
  - 杉作J太郎のファニーナイト（2023年4月18日 - 、南海放送）
- 絵恋ちゃんと里咲りさのてさぐりラジオ（2021年7月23日 - 、stand.fm）[70]※2022年から不定期配信に。
- 吉田豪と里咲社長（2021年8月14日 - 、stand.fm）[36]
- 宍戸留美と里咲りさのせーゆーラジオ（2022年3月5日 - 、stand.fm）[37]

#### ゲスト出演
2014年
- ラジオですいません（2014年5月4日、レインボータウンFM） - ゲスト出演
- 虚弱体質（2014年11月、FMゆーとぴあ） ※不定期出演

2015年
- エレ片のコント太郎（2015年5月23日、TBSラジオ） - 「生きててよかった10個の事柄」の投稿を読まれる[71]。
- よってけオンライン（2015年8月19日・26日、すまいるFM）

2016年
- VVラジオ（2016年3月11日、ニッポン放送）
- はみだし しゃべくりラジオ キックス（2016年4月14日・9月7日、YBSラジオ）
- 渋谷のほんだな（2016年5月2日、渋谷のラジオ）
- フリーダム!（2016年9月7日、FM甲府）
- TOKYO LAST DAYS（2016年10月10日 - 16日、楽天FM）

2017年
- キラメキ ミュージック スター「キラスタ」（2017年4月18日、FM NACK5）
- Emotional Beat 姫ラジ（2017年6月24日、レインボータウンFM）
- 大竹まこと ゴールデンラジオ!（2017年7月26日、文化放送）
- 里咲りさ特番「サイン」（2017年9月6日、FM-FUJI）

2018年
- 金曜ブラボー。（2018年1月5・12日、ニッポン放送） ※1月5日はトークコーナー「アフタヌーンブレイク」ゲストとして、翌週の1月12日はパーソナリティ代理[72] としてそれぞれ出演。
- 恩田快人「ETERNAL MUSIC」（2018年10月13日、TBSラジオ）
- 志の輔ラジオ 落語DEデート（2018年12月30日、文化放送）

2019年
- レオなるど（2019年1月9日、ニッポン放送）
- DAIV TO MUSIC（2019年1月25日、2月1日、文化放送）
- YBSラジオ 春のチャンネル祭り（2019年3月9日、YBSラジオ）
- QR→NEXT 里咲りさの『これどうですか？』（2019年3月26日- 全4回、文化放送）[26]
- カメレオンパーティー（2019年5月19日、FM NACK5）
- ODAIBA RAINBOW STATION（2019年6月7日、TOKYO FM）
- キラメキ ミュージック スター「キラスタ」（2019年6月18日、FM NACK5）
- NNSプレゼンツ 909 MusicHourz（2019年7月20日、YBSラジオ）
- 痛快！杉作J太郎のどっきりナイト7（2019年9月11日、9月19日、南海放送）

### WEB動画
- マウスコンピューター「DAIV」プロモーションムービー（2019年4月19日）[61][73][74]
- 森永乳業『pino ストロベリームーン～その願い、叶うかも。篇～』WEB動画（2019年5月29日）[62][75] - 企画・提案・楽曲・映像制作・出演・ナレーション
- メディカーボン「炭のチカラのヒ・ミ・ツ」篇（2019年10月1日）[76] - ナレーション
- サンゴライトバスソルト WEB CM 『はじめてのサンゴライトバスソルト』篇（2023年4月 - ）

### イベント
- テレビ岩手 24時間テレビスペシャルイベント 5きげんな!内丸大縁日（2016年8月28日、岩手県もりおか歴史文化館会場） ※ライブを開催

### DVD
- IDOL NEWSING vol.2（2016年5月31日、"里咲りさ、歩きながら曲を作る"収録）

### 舞台
- 海鮮ウニバース「怒りの未婚女ロード～第3章～」（2015年12月5日、新大久保ホボホボ） - リカ 役

### ゲーム
- バトって!オトギ戦争 - 天の伝令ナキメ：ナキメ 役

## 書籍

### 写真集
- たったひとりではじめたアイドルがZeppワンマンを成功させるまで（2017年10月11日、ロフトブックス、撮影：江森康之）ISBN 978-4907929251

### 雑誌
2015年
- TRASH-UP!! vol.21(2015年1月31日、"アイドルに聞く 2014私のベスト5"に掲載)
- BUBKA 2015年5月号(2015年3月31日、ディスクレビュー掲載)
- CDJournal 2015年10月号(2015年9月19日、南波一海コラム"アイドル消耗戦"にて紹介)
- チャンピオンRED 2015年10月号(2015年9月19日、"アイドルのルツボ!!"にてインタビュー掲載)
- BUBKA 2015年11月号(2015年9月30日、"THE-R"ディスクレビュー掲載)
- B.L.T. 2015年12月号(2015年10月24日、吉田豪"ぶらり豪"にてインタビュー掲載)
- 月刊エンタメ 2016年1月号(2015年11月30日、"南波一海と嶺脇育夫のアイドル三十六房 #13"にてインタビュー・グラビア掲載)
- OVERTURE No.005(2015年12月19日、大坪ケムタ・ロマン優光による紹介記事掲載)
- CROSSBEAT YEAR BOOK 2015(2015年12月18日、"WRITER'S BEST LIST 2015"にて"THE-R"紹介)
- TRASH-UP!! vol.23(2015年12月30日、グラビア掲載、連載開始)

2016年
- BUBKA 2016年3月号(2016年1月30日、南波一海"ライブアイドル a go go!!"にてディスクレビュー掲載)
- VV magazine vol.20(2016年3月、インタビュー掲載。全国のヴィレッジヴァンガード店頭にて配布)
- EX大衆 2016年4月号(2016年3月15日、"IDOL STYLE"にてインタビュー掲載)
- サイゾー 2016年4月号(2016年3月18日、インタビュー掲載）
- 月刊エンタメ 2016年6月号(2016年4月30日、"IDOL Who's next"にてグラビア、インタビュー掲載)
- 読売中高生新聞 2016年5月27日号（2016年5月27日、嶺脇育夫コラム"アイドルを語る"にて紹介）
- ヒロインたちのうた ～アイドル・ソング作家23組のインタビュー集～(2016年5月31日、南波一海による灘藍とのインタビュー掲載)
- CULTURE Bros. vol.3(2016年6月29日、"アイドルラップ6選"にて"WALCALLOID"紹介)
- 月刊エンタメ 2016年8月号(2016年6月30日、"南波一海と嶺脇育夫のアイドル三十六房"にて掲載)
- OVERTURE No.7(2016年6月18日、"妄フェス2016"にてロマン優光による紹介記事掲載)
- Rocket vol.2(2016年9月1日、グラビア・インタビュー掲載)
- 山梨日日新聞 2016年9月13日号(2016年9月13日、紹介記事掲載)
- BUBKA 2016年11月号(2016年9月30日、"売れるまで待てない"ディスクレビュー掲載)
- VV magazine vol.28(2016年11月、"売れるまで待てない"紹介記事掲載。全国のヴィレッジヴァンガード店頭にて配布)
- 別冊少年チャンピオン 2016年12月号(2016年11月11日、"掟ポルシェの死ぬ気! 全力音楽塾"にてインタビュー掲載)
- CROSSBEAT YEARBOOK 2016-2017(2016年11月28日、アルバム"売れるまで待てない"紹介記事掲載)
- 月刊エンタメ 2017年1月号(2016年11月30日、インタビュー掲載)
- TRASH-UP!! vol.24(2016年12月7日、タワーレコード社長嶺脇育夫との対談、連載記事掲載)
- ミュージック・マガジン 2017年1月号(2016年12月20日、紹介記事掲載)
- OVERTURE No.009(2016年12月23日、"アイドルアワード2016"にて紹介記事掲載)

2017年
- Rocket vol.5(2017年3月1日、あ、ピンチ。インタビュー掲載)
- Zipper 2017年SPRING号(2017年3月23日、"吉田豪に聞いた！今年注目のおすすめアイドル！"にて紹介)
- VV magazine vol.23(2017年3月、全国のヴィレッジヴァンガード店頭にて配布)
- TV Bros.(2017年6月14日、イベント"フェスボルタ"出演者として紹介)
- Top Yell NEO 2017 SUMMER(2017年6月30日、"アイドルとファン対談"にてロマン優光との対談掲載)

2018年
- ケトル（2018年2月15日、津田大介連載 ワセ女で行こう！ 対談）

2019年
- Rooftop 2019年11月号（インタビュー掲載）

#### 連載
- TRASH-UP!!「ホワイト企業最前線」(2015年12月30日 vol.23 - )